# Anilocra dimidiata
Anilocra dimidiata is een pissebed uit de familie Cymothoidae. De wetenschappelijke naam van de soort is voor het eerst geldig gepubliceerd in 1857 door Bleeker.